# まけない。 -教室のあたし-
『まけない。 -教室のあたし-』（まけない。 -きょうしつのあたし-）は、高上優里子による日本の漫画作品。

## 概要
『なかよし』（講談社）において、2008年から2008年まで連載された。

## 書誌情報
高上優里子 『まけない。 -教室のあたし-』 講談社〈講談社コミックスなかよし〉、全1巻
- 1巻、2008年10月6日発行、ISBN 4-06-364198-8